# قضاء شهرزور
قضاء شهرزور (بالكردية: شارەزوور)‏ هو أحد أقضية محافظة حلبجة (جزء من محافظة السليمانية سابقا) في كردستان العراق. مركز القضاء هي مدينة شهرزور ويبلغ عدد سكان القضاء أكثر من 100 الف نسمة،  تبعد 35 كم جنوب شرق مركز محافظة السليمانية.و تقع على ارتفاع 1770 قدم عن سطح البحر على مسار خط الطول والعرض 45 ْ× 35 ْ موقعها الجغرافى تكون في وسط سهل شارزوور.